# Ángulo de inundación

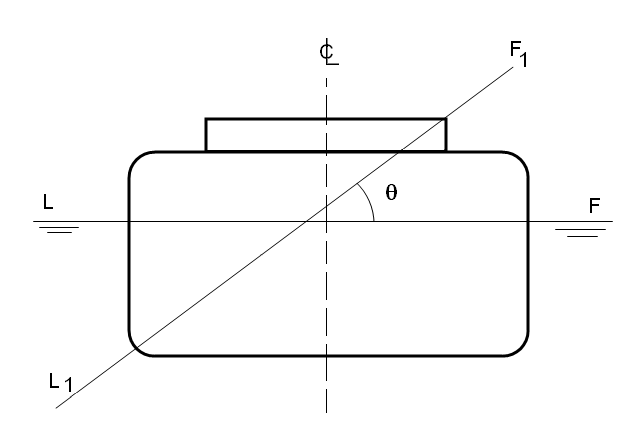
Corte transversal de un buque y ángulo de inundación.

Se denomina ángulo de inundación de un buque, a la inclinación respecto de la horizontal (Flotación en aguas quietas) que debe alcanzar una embarcación para que la superficie del agua alcance la parte más baja de la abertura más baja que pueda producir una inundación progresiva de los espacios bajo la cubierta de francobordo.
Se consideran aberturas a toda comunicación del exterior con dichos espacios, tubos de venteo, tambuchos, ventilaciones o aberturas en general aunque cuenten con mecanismos de cierre estanco a la intemperie.
En la figura de la derecha se muestra una embarcación con una inclinación {\displaystyle \theta }
en la cual la superficie del agua alcanza el borde de una tapaescotilla. 
Flotación {\displaystyle L_{1}F_{1}}
- Datos: Q6173721